# Isabelle Darbellay Métrailler
Isabelle Darbellay Métrailler, née en 1968 à Martigny (originaire de Liddes), est une militante engagée pour la défense du droit des femmes, membre du Parti libéral-radical (PLR). 

## Biographie
Originaire de Liddes, Isabelle Darbellay Métrailler naît en 1968 à Martigny, où elle grandit. Elle a un frère. Son père a une petite entreprise, sa mère s'occupe du foyer. 
Isabelle Darbellay obtient en 1988 un diplôme de maturité section socio-économique au collège de St-Maurice, en Valais[réf. nécessaire]. En 1991, elle présente un mémoire sur le traitement médiatique de l'affaire Elisabeth Kopp et obtient sa licence en sciences politiques à l'Université de Lausanne,. En 1998, elle décroche le diplôme du centre de perfectionnement des cadres à Genève, en présentant un travail sur les besoins en formation des PME[réf. nécessaire]. 
De 1991 à 1998, elle est documentaliste de rédaction, puis responsable ad interim de la documentation audiovisuelle auprès de la Radio télévision suisse. De 1999 à 2000, elle est chargée de projets ressources humaines et déléguée à l'égalité à la RTS. De 2000 à 2006, elle est nommée adjointe, puis responsable ad intérim du bureau de l'égalité à l’État du Valais en Suisse. De 2006 à 2016 elle est responsable des écoles-clubs Migros du Valais. En 2016, elle est nommée à la tête de l'Office cantonal pour l'égalité et la famille du canton du Valais,. 
En 2020, elle devient présidente de la conférence latine (réunion des cantons romands et du Tessin) contre les violences domestiques,,.
Elle est mariée et mère de trois enfants, un garçon et deux jumeaux. Elle habite à Ayent.

### Parcours politique
Membre[Depuis quand ?][Jusqu'à quand ?] du Conseil général (législatif) de la commune d'Ayent, elle est nommée en 2011 présidente des femmes libérales radicales valaisannes, ; elle siège à ce titre au comité cantonal du parti libéral-radical. Cette même année, elle est candidate au Conseil national sur la liste Avenir Écologie, mais n'est pas élue. Elle préside à partir du 15 novembre 2012 Avenir écologie, l'aile écologiste du PLR valaisan,.
Lors de l'année 2017, elle préside egalite.ch, la conférence romande des bureaux de l’égalité.

## Engagement
Elle organise dans le cadre de ses fonctions en 2017 une formation visant à promouvoir la contribution par et sur les femmes sur Wikipédia, dans le cadre du projet « Les sans pagEs ».